# Solenopsis jalalabadica
Solenopsis jalalabadica är en myrart som beskrevs av Bohdan Pisarski 1970. Solenopsis jalalabadica ingår i släktet eldmyror, och familjen myror. Inga underarter finns listade i Catalogue of Life.